# Шуленин, Дмитрий Андреевич
Дми́трий Андре́евич Шуле́нин (род. 17 декабря 1995, Москва, Россия) — российский  хоккеист, выступавший за клубы КХЛ и главных хоккейных лиг Казахстана и Белоруссии.

## Биография
Родился в 1995 году в Москве, с 2003 года участвовал в организуемых столичной федерацией хоккея юношеских соревнованиях в составе команд «Пингвины», «Русь» ЦСКА, «Спартак» и «Динамо». Дебютировал в МХЛ в сезоне 2012/13 в составе ступинского «Капитана», в сезоне 2013/14 — кирово-чепецкой «Олимпии», в сезоне 2014/15 — нижегородской «Чайки». Основную часть следующего сезона играл в клубе Высшей хоккейной лиги «Саров», а в сезоне 2016/17 вошёл в состав клуба КХЛ нижегородского «Торпедо». В предсезонке 2017/18 привлекался магнитогорским «Металлургом», но вернулся в состав «Торпедо». В сезоне 2018/19 перешёл в участвующее в КХЛ рижское «Динамо», в сезоне 2019/20 — в хабаровский «Амур».
Затем до декабря 2020 года играл в клубах ВХЛ: нижегородском «Торпедо-Горький», красноярском «Соколе», «Ростове», 27 декабря перешёл в выступающую Белорусской экстралиге «Юность-Минск», с которой стал чемпионом страны. Сыграв 1 матч в предсезонке ВХЛ за альметьевский «Нефтяник», сезон 2021/22 провёл в составе выступающего в казахстанской Pro Hokei Ligasy усть-каменогорского «Торпедо». С 2022 года выступает за клубы ВХЛ: ханты-мансийскую «Югру», пензенский «Дизель», «Рязань-ВДВ», в сезоне 2024/25 заключил контракт с вошедшей в ВХЛ кирово-чепецкой «Олимпией».

## Достижения
Чемпион Белоруссии 2020/2021